# ウエストン ビット エンタテインメント
株式会社ウエストン ビット エンタテインメント（westone bit entertainment）はかつて東京都墨田区向島に所在したソフトハウス（コンピューターゲームソフト開発会社）である。

## 概要
元テーカン（後のコーエーテクモゲームス）の西澤龍一と石塚路志人が1985年に設立。
初期の作品であるワンダーボーイ、モンスターワールドシリーズが代表作。
設立当初の社名は、コンピューターのキーボードにあるESCキーから「エスケイプ」と名付けていた。しかし、知人から「会社は信用第一だから、この社名は逃げ出すみたいでよくない」と指摘され、1987年、創業者である西澤と石塚の姓を一文字ずつ組み合わせた「ウエストン（西＝ウエスト＋石＝ストーン）」へ社名変更。さらに、2000年4月に「ウエストンビットエンタテインメント」へ社名変更を行った。その後は「エヴァンゲリオン」のゲームを手がけるもヒット作に恵まれず、かつ売り上げがピーク時より減少していたことから、事業を休止していた。
2014年9月24日に（株）ウエストンビットエンタテインメントと、関連の（株）ビットエンジェルが、東京地裁より破産開始決定を受けた。
後にウエストンビットが所有する権利は西澤龍一やLAT代表取締役の藤原三二に引き継がれ、ワンダーボーイシリーズの新作等が開発し続けられている。

## 主な開発タイトル
制作年度は日本国内版のクレジット表記に準拠。
- ワンダーボーイ（1986、AC） 販売：セガ
- ワンダーボーイ モンスターランド（1987、AC） 販売：セガ
- JAWS（1987、NES） 販売：LJN
- ワンダーボーイIII モンスター・レアー（1988、AC） 販売：セガ
- あっぱれ!ゲートボール（1988、PCE） 販売：ハドソン[7]
- 魔神英雄伝ワタル外伝（1989、FC） 販売：ハドソン
- 青いブリンク（1990、PCE） 販売：ハドソン
- オーライル（1990、AC） 販売：セガ
- アドベンチャーアイランド（1991、PCE） 販売：ハドソン - 海外で発売された『モンスターワールドII ドラゴンの罠』（1989、SMS）の移植版。
- ワンダーボーイV モンスターワールドIII（1991、MD） 販売：セガ
- パワーイレブン（1991、PCE） 販売：ハドソン
- ライオットシティ（1991、AC） 販売：セガ
- 時計じかけのアクワリオ（1992、AC）- ロケテストのみで未発売、2021年に家庭用ゲーム機で発売。
- モンスターワールドIV（1994、MD） 販売：セガ
- ブラッド・ギア（1994、PCE） 販売：ハドソン
- 結婚 -Marriage-（1995、SS） 販売：小学館プロダクション
- ダークハーフ（1996、SFC） 販売：エニックス
- ヴォルケンクラッツァー 審判の塔（1996、PS） 販売：アスミック
- ウィリーウォンバット（1997、SS） 販売：ハドソン
- 装甲騎兵ボトムズ外伝 青の騎士ベルゼルガ物語（1997、PS） 販売：タカラ
- 卒業III 〜Wedding Bell〜（1997、PS・SS） 販売：小学館プロダクション
- 卒業M 〜生徒会長の華麗なる陰謀〜（1998、PS） 販売：イースリースタッフ
- ミラノのアルバイトこれくしょん（1999、PS） 販売：ビクターインタラクティブソフトウェア
- アキハバラ電脳組パタPies!（1999、DC） 販売：セガ
- 爆釣タイピング 釣りバカ日誌（2000、Win） 販売：小学館プロダクション
- フィッシュアイズ ワイルド（2001、DC） 販売：ビクターインタラクティブソフトウェア
- デ・ジ・キャラット ファンタジー（2001、Win・DC） 販売：ブロッコリー
- 新・正統派恋愛タイピング サラダデイズ（2001、Win） 販売：小学館プロダクション
- 新世紀エヴァンゲリオン 綾波育成計画（2002、DC） 販売：ブロッコリー
- 新世紀エヴァンゲリオン 綾波育成計画withアスカ補完計画（2003、PS2） 販売：ブロッコリー
- プリンセスメーカー4（2005、PS2） 販売：サイバーフロント
- リラックマ 〜おじゃましてます2週間〜（2005、PS2） 販売：インターチャネル
- シークレット オブ エヴァンゲリオン（2006、PS2） 販売：サイバーフロント